# Avatar 4
Avatar 4 (ou Avatar: The Tulkun Rider) é um futuro filme norte-americano de ficção científica épica, coeditado, coproduzido e dirigido por James Cameron, que coescreveu o roteiro com Josh Friedman a partir de uma história que desenvolveram com Shane Salerno, Rick Jaffa e Amanda Silver. Distribuído pela 20th Century Studios, será a sequência de Avatar: Fogo e Cinzas (2025) e o quarto capítulo da série de filmes Avatar.
Cameron, que em 2006 havia expressado o desejo de fazer sequências de Avatar (2009) caso fosse um sucesso, anunciou o quarto e o quinto filme no final de 2010. Aproximadamente um terço do filme já havia sido filmado em fevereiro de 2019, simultaneamente com O Caminho da Água (2022) e Fogo e Cinzas, para permitir que os membros mais jovens do elenco crescessem durante uma elipse de vários anos que ocorrerá em Avatar 4.
O lançamento cinematográfico do filme sofreu cinco adiamentos, sendo o mais recente em 13 de junho de 2023. Atualmente, está programado para ser lançado em 21 de dezembro de 2029. Uma sequência, Avatar 5, está em desenvolvimento e tem lançamento previsto para 19 de dezembro de 2031.

## Elenco
- Sam Worthington como Jake Sully, um ex-humano que se apaixonou por Neytiri e fez amizade com os Na'vi depois de se tornar parte do Programa Avatar, eventualmente ficando do lado deles em seu conflito com os humanos. Ele transferiu sua mente para seu avatar permanentemente. Após o segundo filme, ele e sua família deixaram o clã Omatikaya e se juntaram ao clã Metkayina.
- Zoë Saldaña como Neytiri, esposa de Jake que deixou o clã Omatikaya e se juntou ao clã Metkayina.
- Sigourney Weaver como Kiri, a filha da avatar Na'vi da Dra. Grace Augustine que foi adotada por Jake e Neytiri.[11][12]
- Stephen Lang como Coronel Miles Quaritch, um humano que liderou as forças da RDA, a organização humana que colonizou Pandora, em seu conflito com os Na'vi em 2154. Anos depois, a RDA colocou as memórias dele e de outros soldados falecidos em Avatares Na'vi chamados recombinantes.[13]
- Giovanni Ribisi como Parker Selfridge, ex-administrador corporativo da operação de mineração da RDA no primeiro filme.[14][15][16]
- Cliff Curtis como Tonowari, o líder do clã do povo do recife de Metkayina.[17][18]
- CCH Pounder como Mo'at, líder espiritual de Omaticaya e mãe de Neytiri.[19][20]
- Jack Champion como Miles "Spider" Socorro, o filho adolescente de Quaritch nascido em Hell's Gate que foi resgatado e adotado por Jake e Neytiri depois que eles mataram seu pai, que "prefere passar o tempo na floresta tropical de Pandora".[21][22][23][24][25]
- David Thewlis como Peylak, um personagem Na'vi que será apresentado neste e nos próximos dois filmes[26][27][28][29][30][31]
- Oona Chaplin como Varang, um "povo cinza" Na'vi[32][33]

Além de Champion, vários outros atores mirins que apareceram nos filmes Avatar anteriores devem reprisar seus papéis.

## Produção

### Desenvolvimento
Em 31 de julho de 2017, foi anunciado que o estúdio de efeitos visuais Weta Digital, com sede na Nova Zelândia, havia começado a trabalhar nas sequências de Avatar. Cameron afirmou que Avatar: The Tulkun Rider está sendo considerado como um possível título para o filme. Em janeiro de 2023, Cameron confirmou que, com Avatar: The Way of Water sendo lucrativo, Avatar 4 e 5 serão feitos.
Landau relatou que a ação do Avatar 4 se moverá de Pandora para a Terra. Landau disse que "há superpopulação e esgotamento de nossos recursos naturais que tornam a vida mais difícil. Mas não queremos pintar um quadro sombrio de para onde nosso mundo está indo. Os filmes também são sobre a ideia de que podemos mudar o curso."
Champion disse que a "história é incrível e bastante sombria".

### Elenco
Em agosto de 2017, Matt Gerald assinou oficialmente um contrato para reprisar o papel de seu primeiro filme, o cabo Lyle Wainfleet, em todas as próximas sequências. No mesmo mês, em entrevista ao Empire, Cameron disse que Stephen Lang não apenas retornaria em todas as quatro sequências como Coronel Miles Quaritch, mas também seria o vilão principal em todos os quatro filmes.

### Filmagens
As filmagens de todas as quatro sequências deveriam começar simultaneamente em 25 de setembro de 2017, em Manhattan Beach, Califórnia, mas Cameron disse que as filmagens dos filmes 4 e 5 começariam após a pós-produção das duas primeiras sequências. No entanto, em fevereiro de 2019, o produtor Jon Landau disse que algumas cenas de captura de movimento foram filmadas para Avatar 4, ao mesmo tempo que seus dois predecessores. Landau declarou posteriormente que um terço de Avatar 4 já havia sido filmado por "razões logísticas". Elaborando a filmagem de uma parte do quarto filme durante a produção do segundo e do terceiro, Cameron afirmou que "eu tive que filmar as crianças. Elas podem envelhecer seis anos no meio da história na página 25 do filme '4.' Então eu precisava de tudo antes disso, e tudo depois, faremos mais tarde." Em 9 de setembro de 2022, foi anunciado na D23 Expo que a produção havia começado oficialmente.

## Música
Em agosto de 2021, Landau anunciou que Simon Franglen comporia a trilha sonora para as sequências de Avatar.

## Lançamento
Avatar 4 está programado para ser lançado em 21 de dezembro de 2029, pela 20th Century Studios. Como seus antecessores, o filme sofreu vários atrasos (desta vez foram cinco atrasos), pois a equipe levou mais tempo no processo de escrita, pré-produção e efeitos visuais. Foi originalmente programado para ser lançado em dezembro de 2022, mas em abril de 2017, uma nova data de lançamento de 20 de dezembro de 2024 foi anunciada, com a sequela programada para ser lançada em 19 de dezembro de 2025. Após o anúncio dos três próximos filmes de Star Wars, em maio de 2019, as datas de lançamento das sequências foram adiadas por dois anos, com Avatar 4, programado para ser lançado em 19 de dezembro de 2025. A data de lançamento foi novamente adiada devido à pandemia de COVID-19 e, em agosto de 2020, foi anunciado um novo lançamento para 18 de dezembro de 2026. Outro atraso foi anunciado em 13 de junho de 2023, adiando o filme para 21 de dezembro de 2029. Avatar 4 e suas futuras sequências serão lançadas em Dolby Vision.

## Sequelas
Um quinto filme foi anunciado e está programado para 19 de dezembro de 2031. Cameron afirmou em entrevista à ABC News Australia que não tem certeza se irá dirigir o quinto filme. Em 2022, Cameron revelou que também tem planos para um potencial sexto e sétimo filme e os faria se houvesse demanda.